# Wilfried Van Moer
Wilfried Van Moer (* 1. März 1945 in Beveren; † 24. August 2021 in Leuven) war ein belgischer Fußballspieler, der den Belgischen Goldenen Schuh dreimal gewann: zuerst 1966 bei Royal Antwerpen, dann 1969 und 1970 bei Standard Lüttich.

## Werdegang
Vor 1966 spielte Van Moer beim KSK Beveren. Er kam zu seinem ersten Verein Anfang der 80er zurück nach einer kurzen Phase beim FC Beringen. Er spielte 57-mal und traf 9-mal für die belgische Fußballnationalmannschaft zwischen 1966 und 1982 und debütierte bei einem 1:0-Sieg in einem Freundschaftsspiel gegen die Schweiz am 22. Oktober 1966. Van Moer war in den Kadern der Fußball-Weltmeisterschaften 1970 und 1982 und der Fußball-Europameisterschaft 1980, bei der Belgien Vizemeister wurde.
Van Moer begann seine Karriere beim Verein in der Heimatstadt (Beveren-Waas), dann in der dritten, belgischen Liga. Ein Wechsel zu Royal Antwerpen 1965 wurde nicht nur von der Möglichkeit in der ersten Liga zu spielen beeinflusst, sondern auch von der Tatsache, dass er in dieser Stadt bereits als Elektriker arbeitete. Ende 1966 gewann er seinen ersten Goldenen Schuh und wurde bereits früher im Jahr zum ersten Mal in die Nationalmannschaft berufen.
Während dieser drei Jahre in Antwerpen unter Trainer Harry Game bewegte sich Van Moer gegen seinen Willen vom rechten Flügel ins zentrale Mittelfeld und wurde vorbereitet, um letztendlich einem anderen von Belgiens meistgefeiertsten Spielern in der Nationalmannschaft nachzufolgen, Jef Jurion. 1967 wurde Van Moer beim 1. FC Köln vorstellig, da er eine Trainerausbildung an der Deutschen Sporthochschule in Köln anstrebte. Der Verein lehnte jedoch eine Freigabe ab, da aussagegemäß eine Verbesserung der Mannschaft angestrebt war.
Nach der Relegation Antwerpens 1968, folgte ein in die Länge gezogener Wechsel zu Standard Lüttich, bei dem Van Moer dem Interesse des 1. FC Köln widerstand, um in Belgien zu bleiben und auch des FC Brügge, mit dem er eine persönliche Übereinkunft traf. Die 150.000 Euro Ablöse für den nun etablierten, internationalen Spieler waren damals belgischer Rekord.
Mit Standard folgten nationale Erfolge, indem er 1969, 1970 und 1971 die Meisterschaft gewann und den Hattrick im Goldenen Schuh mit den Gewinnen 1969 und 1970 vollbrachte.
Auch international wurde er Stammspieler, spielte bei der Weltmeisterschaft 1970 und traf beim einzigen Sieg seiner Mannschaft in Mexiko, beim 3:0 gegen El Salvador doppelt. Van Moer spielte auch eine Schlüsselrolle dabei, sein Land zwei Jahre später für die Halbfinals der Europameisterschaft zu qualifizieren. Nachdem Belgien in einem torlosen Viertelfinale, Hinspiel in Italien, hartnäckig verteidigte, erzielte er beim Rückspiel im Anderlechter Stade Émile Versé mitten in der ersten Hälfte das erste Tor. Doch dann sollte etwas geschehen, was die Karriere des Belgiers auf Eis legte. Pünktlich zur Halbzeit resultierte Bertinis Aussetzer in einem gebrochenen Bein für Van Moer. Ein bittersüßer Tag für die Heimnation, die letzten Endes einen 2:1-Sieg feierte.
Obwohl er sich erholte, hielten der Beinbruch und andere Verletzungen internationale Auftritte für drei Spielzeiten zurück. Im Oktober 1979, mittlerweile 34 Jahre alt, konnte internationaler Fußball gedanklich nicht weiter weg sein. Er spielte viereinhalb Jahre nicht mehr für die roten Teufel. Aber der gerissene belgische Trainer hatte andere Ideen. Van Moer war eine geniale Idee für eine belgische Mannschaft, die vergaß, wie man siegt und sich gerade auf Portugal in einem "Alles-oder-Nichts" EM-Qualifikationsspiel vorbereitete. Van Moer triumphierte erneut mit dem ersten Tor des 2:0-Sieges. Van Moer spielte auch Schlüsselrollen in den Heim- und Auswärtssiegen über Schottland, die Belgien zur Qualifikation zum Endrundenturnier in Italien vorantrieb.
Stürmer Horst Hrubesch mag zwar zwei Tore geschossen haben, um Deutschland den Finalsieg zu sichern, aber für viele war der belgische zentrale Mittelfeldspieler mit seiner scheinbar unbändigen Energie der herausragende Spieler eines unspektakulären Turniers. Er war der Höhepunkt der Show in nahezu allen seinen Spielen, den Ball planend, antreibend und haltend. Seine Auftritte waren nie verschwenderisch als vielmehr dynamisch wie inspirativ, als Belgien sich den Weg zu seinem einzigen großen Finale bahnte. Van Moer war wohl der maßgebendste Spieler des Turniers, tatsächlich brachten ihm seine Auftritte mit 35 Jahren den vierten Platz (damit das beste Ergebnis eines Belgiers einstellend) bei der Wahl zu Europas Fußballer des Jahres. Karl-Heinz Rummenigge, Bernd Schuster und Michel Platini belegten die Plätze vor ihm.
Van Moers internationale Karriere ging zwei Jahre weiter, lange genug, um beim Finalturnier der Fußball-Weltmeisterschaft dabei zu sein. In Abwesenheit von Eric Gerets zum Kapitän ernannt, endete seine internationale Karriere in der zweiten Gruppenphase gegen Polen, als er zur Halbzeit von Franky Van Der Elst ersetzt wurde. Belgien lag zur Halbzeit mit zwei Toren zurück und verlor schließlich mit 0:3 gegen Polens Inspiration von Zbigniew Boniek, dem einzigen Torschützen.
Was seine Vereinskarriere betrifft, verließ er 1976 Standard und spielte für das Limburger Erstligateam FC Beringen für wenige Saisons (er besaß ein Café in der Limburger Hauptstadt Hasselt). Nachdem seine Karriere 1980 wieder zum Leben erwachte, vollzog er einen Überraschungstransfer zu seinem ursprünglichen Verein SK Beveren (der 1979 belgischer Meister wurde). Er blieb dort für zwei weitere Spielzeiten und schloss seine Karriere erneut in Limburg bei VV St. Truiden, wo er Spielertrainer wurde.
Nachdem er mit dem Fußball aufgehört hatte, wurde er Trainer in Sint-Truiden, SK Beveren, Assent und FC Diest, bevor er eines Tages diese Arbeit beendete, von dem generell wenig professionellen Niveau der belgischen Fußballspieler enttäuscht.
Er wurde von der Belgischen Fußballunion gebeten, einige Aufbauarbeit zu leisten, und wurde 1995 Assistent von Nationaltrainer Paul van Himst nach einigen schweren Niederlagen der Roten Teufel. Er folgte van Himst 1996 für fünf Spiele als Chefcoach nach. Allerdings waren die Belgische Fußballunion und die Presse nicht erfreut über seinen Mangel an kommunikativen Fähigkeiten und Anfang 1997 wurde er von dem in seinen Augen extravaganteren und mehr managerhaft ausschauenden Georges Leekens ersetzt. Enttäuscht von dem Mangel an Vertrauen, das er von der Fußballunion bekam, zog er sich vom Fußball zurück.